# باروشواتس
باروشواتس (به صربی: Baroševac) یک منطقهٔ مسکونی در صربستان است که در لازارواتس واقع شده‌است. باروشواتس ۱۲٫۸۸ کیلومتر مربع مساحت و ۱٬۰۵۴ نفر جمعیت دارد و ۱۳۸ متر بالاتر از سطح دریا واقع شده‌است.